# エストポリス伝記
『エストポリス伝記』（エストポリスでんき）は、1993年6月25日に日本のタイトーから発売されたスーパーファミコン用ロールプレイングゲーム。
英雄マキシムの子孫である主人公を操作し、かつて虚空島戦役で倒した四狂神の復活を阻止する事を目的としている。
開発はネバーランドカンパニーが行い、ディレクターおよびシナリオは後にスーパーファミコン用ソフト『カオスシード〜風水回廊記〜』（1996年）を手掛けた宮田正英、音楽はX68000用ソフト『グラナダ』（1990年）を手掛けた塩生康範が担当している。
2006年にはWindows用ソフトとしてi-revoにて配信された他、2009年には携帯電話ゲームとして各種携帯電話キャリアにて配信された。

## ストーリー
英雄マキシムの子孫である主人公。幼い頃、記憶喪失の少女ルフィアと出会いそれ以来、共に平和な日々を過ごしていた。故郷アレキアで剣士隊の一員として教練に励んでいたある日、隣国シェランが何者かの襲撃を受けた噂を耳にする。不安に駆られシェランに向かった主人公がそこで出会ったのは、かつて虚空島戦役でマキシムたちに倒されたはずの破壊神“ガデス”を名乗る男であった。圧倒的な力の前に崩れる主人公に男は四狂神の復活を告げる。
駆けつけた少女と共に帰還した主人公はアレキアへ調査隊の派遣を要請するも取り合ってはくれなかった。再びかつての戦役が巻き起こることを危惧した主人公はついに旅立ちを決意する。四狂神復活を阻止するべく、そしてマキシムの子孫としての使命を果たすために、主人公は少女と共に故郷を後にした。

## 登場人物
主人公（デフォルト名なし）
本作の主人公。神々との戦い“虚空島戦役”において四狂神を討ち果たした英雄マキシムの子孫。来る危機に臨み、マキシムのような強い戦士を目指すためアレキア剣士隊に所属し日々修練に明け暮れていた。記憶喪失の少女ルフィアと出会い以来共に現在まで過ごす。壊滅したシェランで邂逅した破壊神“ガデス”に告げられた四狂神復活の真意を求めて旅に出ることを決意する。唯一デュアルブレードを扱うことができ、ひと通りの回復呪文と一部の補助魔法を扱うことができる。バランス型のため序盤は支援に回り、アグロスに攻撃を任せるのがベスト。
ルフィア
青髪の少女。16歳。幼少時に主人公と出会ったときには名前以外のすべての記憶を失っていた。そのときから主人公と共にローマンの世話となり現在に至る。魔力に関して極めて高い資質を持っている。雷･水･空間爆発系の攻撃魔法を得意とし、多彩な補助魔法を扱うことができる。
その正体は、殺戮の神エリーヌが転生した姿。記憶を失っていたがデュアルブレードがきっかけとなって終盤に記憶を取り戻す。ディオスの呼び掛けに応じてデュアルブレードを奪ってしまい、主人公と袂を分かつ。直後、主人公たちは彼女を追ってラストダンジョンに突入することとなる。
本来ならエリーヌの記憶に塗りつぶされて「ルフィア」としての記憶は消えてしまう運命にあったが、ラストバトル直前に「ルフィア」としてパーティに戻って来る。このためルフィアのレベルは離脱時のものになっている。
アグロス
ロルベニア軍に所属する緑髪の青年。シェラン襲撃の報せを受けトレックに寄港していた所で主人公らと出会う。四狂神復活に憂慮し主人公同様、軍部に掛け合うも決裂。以来軍部と袂を分かち主人公らと共に行動する。魔法を一切扱えない完全な武闘派。強力な武具を装備することができる。
ジュリナ
ハーフエルフの少女。エルフの寿命は人に比べて長く、実際の年齢に対して成長の度合いが判別しにくい。そのため外見が少女でも相応の年齢である場合がある。ベルゲンを襲っていたアモンの手下に復活の生け贄として捧げられるところを主人公らに救われる。主人公に惹かれ恩返しとして同道を求めるも拒絶されるが、エルフにしか通ることのできないといわれる“迷いの森”手前のラウンジでガイドとして半ば無理やり合流を果たす。魔法を得意とし、炎･氷系と回復全般の魔法をこなす。固有武器として弓を扱うことができる。
四狂神
99年前に起きた「虚空島戦役」において人類を未曾有の恐怖に陥れた邪凶の神々。虚空島を舞台とした英雄マキシムらとの最終決戦で打ち倒されたと伝えられていた。
実際は1人でも生き残りがいれば時間を掛けて全員が復活してしまう。
恐怖を司る神ディオス
四狂神の頂点に立つ男。額にサークレットを付けた壮年の男。落ち着いた雰囲気を醸し出しているが恐怖による地上支配を目論んでいる。
この手の悪役としては部下想いであり、記憶を取り戻しつつあるルフィアに対して「我が元へ戻って来るのだ」と呼び掛け続けたり、ルフィアを手中に収めた時も「まだルフィアの記憶が残っている」という理由で主人公を殺さなかった。またルフィアから面と向かって「このデュアルブレードであなたを切るかもしれないのになぜ私を殺さないの？」と問われた時は「そんなことはあり得ない。お前はエリーヌだ。我々の仲間だ」と言い切っている。また彼女を自らの隣に据えたり、ガデスとアモンが敗れると自ら前に立つなど、ルフィア（エリーヌ）に対する個人的感情が窺えなくもない振る舞いを見せる。
世界の支配に関しても自分一人ではなく「我々が地上に君臨する」と仲間たちを頭数に入れている。
　100年後を描いた「よみがえる伝説」にもガデス、アモンを率いて登場するが、ヒロインのシーナに導かれた主人公たちにより敗北。その際にエリーヌの本心を知り「なぜ死を選ぶ!?　なぜ我らを裏切る!?」と激しく動揺している。そエリーヌからは「あんたたちの仲間なんてまっぴらごめんよ。人間としての感情に素直に生きる」とはねつけられてしまう。それでも必死でエリーヌを引き留めようとしたが、無駄だと悟ると自身とガデス、アモンの思念によって「業火の神ザルバック」を呼び寄せ、地上を破壊し尽くそうとする。更にはザルバックにエリーヌを吸収させ、その目で地上が焼き尽くされるのを見届けるように告げると哄笑しながら今度こそ消え去った。
ガルディオス
ディオスがガデス、アモンと合体した姿。本作のラストボス。ディオスの姿をベースにガデスの赤い長髪、アモンの鎧に似た肩部・胸部の装甲を持った怪物。本来ならルフィアも合体するはずだったが弾き出されたためか、下半身がないデザインとなっている。
「よみがえる伝説」では曲名に「壊神ガルディオス」と付けられている。ラストダンジョンで戦うことになるが長いバトルの前哨戦に過ぎない。
殺戮を司る神エリーヌ
ディオスに次ぐ地位にある神。劇中ではその姿を見せることはないが……。
100年後を描いた「よみがえる伝説」ではヒロイン・シーナとして転生して登場。ルフィアとは違い「エリーヌ」としての記憶・人格を持つ。
主人公たちに四狂神を倒させ、最終的に自分が「たった一人の地上の支配者」に君臨しようとする。
……というのは建前であり、初めからディオスたちも自分も主人公に倒させるつもりだった（放っておけばエリーヌの波動に飲み込まれて正真正銘「殺戮の神」になってしまうため）。そうすることで四狂神という存在を地上から消し去ろうとしたのだった。ディオスの思念体から裏切りについて問い詰められ考え直すように言われるが「あたしは人間としての感情に生きる」ときっぱりと決別の言葉を返した。
直後、激怒したディオスによって業火の神ザルバックが降臨し、エリーヌは吸収されてしまう。しかしエリーヌの意思は生きており、かろうじてザルバックを制御して破壊活動を最低限に抑え込んでいた。そして虚空島にて主人公たちと死闘を繰り広げ、決着を迎えると同時に解放・消滅した。
エンディングでは1年後に復活を果たし、主人公と再会を果たす。ただしルフィアとは違い記憶も人格も失っていない。またエリーヌの波動も完全に消えており、「殺戮の神」になる心配もなくなった。
混沌を司る神アモン
ガデスの同僚。鎧をまとい、槍を構えた美形の青年の姿をしている。ガデスと比べるとクールだがプライドが高く激昂しやすい。99年前にマキシムに負けたことを今でも怨んでいる。
破壊を司る神ガデス
四狂神の先兵。鎧に身を包み、右手に剣を、左手に盾を構えた戦士。好戦的な性格で人間を見下している。一方でディオスに対する忠誠心は高い。
デュアルブレード
持つものの精神波動に呼応し共鳴することで行使者の潜在能力を飛躍的に高める。圧倒的な力を持つ四狂神に英雄マキシムはデュアルブレードをもって対抗した。

## 移植版
| No. | タイトル         | 発売日        | 対応機種                          | 開発元                 | 発売元   | メディア                                      | 型式 | 備考 | Ref.        |
| --- | ---------------- | ------------- | --------------------------------- | ---------------------- | -------- | --------------------------------------------- | ---- | ---- | ----------- |
| 1   | エストポリス伝記 | 1997年12月1日 | スーパーファミコン                | ネバーランドカンパニー | タイトー | フラッシュロムカセット （ニンテンドウパワー） | -    |      |             |
| 2   | エストポリス伝記 | 2006年5月18日 | Windows                           | ネバーランドカンパニー | アイレボ | ダウンロード (i-revo)                         | -    |      | [ 1 ] [ 2 ] |
| 3   | エストポリス伝記 | 2009年        | EZアプリ                          | タイトー               | タイトー | ダウンロード （インベーダーでGO!）            | -    |      | [ 3 ]       |
| 4   | エストポリス伝記 | 2009年7月21日 | メガゲーム対応端末 （iアプリ）    | タイトー               | タイトー | ダウンロード （インベーダーでGO!）            | -    |      | [ 3 ]       |
| 5   | エストポリス伝記 | 2009年8月     | 3Gメガアプリ対応端末 （S!アプリ） | タイトー               | タイトー | ダウンロード （インベーダーでGO!）            | -    |      | [ 3 ] [ 4 ] |

## スタッフ
- シナリオ：宮田正英
- メイン・プログラム：受田直之
- バトル・プログラム：A.SZU（すずきあきひろ）、NAMINAMI
- ワールドBGワーク：BURIO、BARIO
- シティBGワーク：すぎうらさみち
- キャラクター・デザイン：M.SATO
- モンスター・デザイン：まつもとともなり
- 音楽：塩生康範、ざいつあき、くろだなおみ
- マネージメント：高田誠、ごうたにたけし
- マップ・ワーク：SAY.M、みさわみき、さかもとかなえ
- タイトー・スタッフ：西角友宏、いちのへのりお、BLASTMAN
- スペシャル・サンクス：T.FUJISHIRO、T.NAGAMI、Y.NAKAJIMA
- ディレクター：宮田正英（ネバーランドカンパニー）

## 音楽
サウンドトラック
- 『SCITRON 2000 SERIES エストポリス伝記Ⅱ』
ポニーキャニオンより1995年2月17日発売。CD２枚組(PCCB-00170)。
『エストポリス伝記Ⅱ』のオリジナルサウンドトラック。ボーナストラック的に『エストポリス伝記』も収録[5]。
- 『GAME SOUND LEGEND CONSUMER SERIES エストポリス伝記 サウンドトラック』
サイトロン・デジタルコンテンツより2006年1月18日発売。CD4枚組（SCDC-00486 - 9）。
『エストポリス伝記』、『エストポリス伝記II』、『エストポリス伝記 よみがえる伝説』のオリジナルサウンドトラック。ボーナストラックとして、『エストポリス伝記』の楽曲のアレンジバージョンが2曲収録されている[6]。
- 『エストポリス伝記I・II -SUPER Rom Cassette Disc In TAITO Vol.1-』
シティコネクションのレーベル・クラリスディスクより2017年10月25日発売。CD3枚組（CDST-10053）。
『エストポリス伝記』、『エストポリス伝記II』のオリジナルサウンドトラック。2作品からの収録楽曲は上記『GAME SOUND LEGEND』と同じ（アレンジバージョンは未収録）だが、すべて新規デジタル録音で再録されており、『I』の楽曲がDISC 1、『II』がDISC 2・3に振り分けられ、２ループ収録。

## 評価
ゲーム誌『ファミコン通信』の「クロスレビュー」では、7・7・7・7の合計28点（満40点）、『ファミリーコンピュータMagazine』の読者投票による「ゲーム通信簿」での評価は以下の通りとなっており、22.7点（満30点）となっている。
| 項目 | キャラクタ | 音楽 | お買得度 | 操作性 | 熱中度 | オリジナリティ | 総合 |
| 得点 | 4.1        | 3.7  | 3.8      | 3.8    | 3.8    | 3.5            | 22.7 |